# Vincent Starrett
Charles Vincent Emerson Starrett (* 26. Oktober 1886 in Toronto/Ontario; † 5. Januar 1974 in Chicago/Illinois) war ein kanadisch-US-amerikanischer Journalist, Essayist, Schriftsteller und Bibliophiler.

## Leben
Vincent Starrett war der älteste der vier Söhne von Robert Polk Starrett und Margaret Deniston Starrett (geborene Young). Die Familie verließ Ende der 1890er Jahre Toronto und zog nach Chicago. Vincent Starrett besuchte dort die John Marshall High School, verließ diese zwei Monate vor dem Abschluss und begann 1906 seine journalistische Tätigkeit als Nachwuchsreporter bei der Chicago Inter Ocean. Zwei Jahre später wechselte Starrett als Kriminalreporter zur Chicago Daily News, für die er später auch als Kolumnist arbeitete. 1914 ging er als politischer Korrespondent in das Washingtoner Büro. Die dortige Redaktion entsandte ihn als Kriegskorrespondent nach Mexiko, um über den Kampf Pancho Villas gegen die Diktatur Porfirio Díaz zu berichten. 1917 verließ er die Zeitung, um sich der Schriftstellerei vollzeitig zu widmen und veröffentlichte noch im gleichen Jahr sein erstes Werk The Mystery of Sam Houston. Bis 1930 verfasste er viele Geschichten für Pulp-Magazine und schrieb rund 30 Jahre lang Buchrezensionen für die Chicago Tribune, von denen ein großer Teil in seinem Buch Books Alive in 1940 erschien.

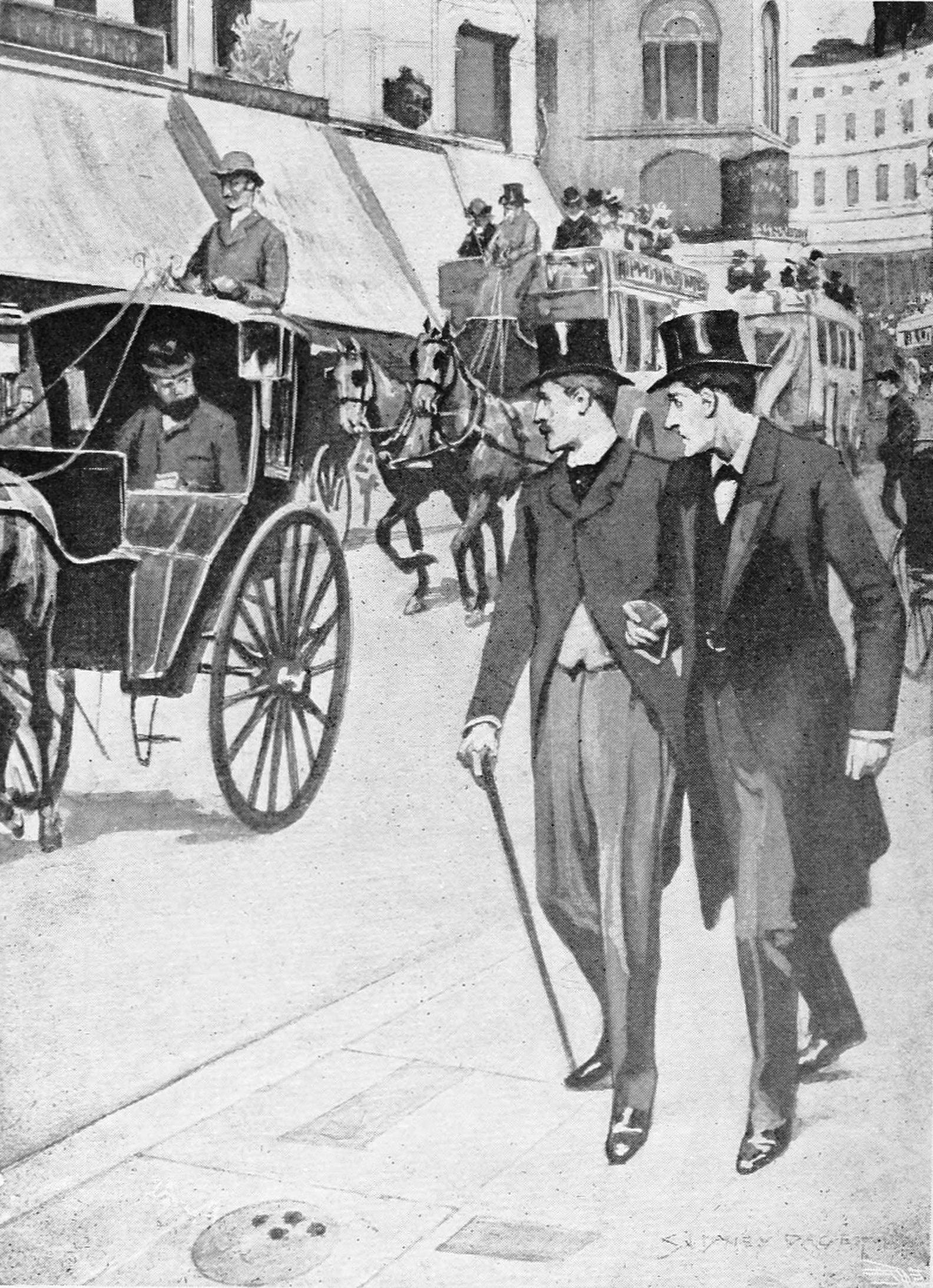
Sherlock Holmes (rechts) und Dr. Watson, Illustration von Sidney Paget zum Roman Der Hund der Baskervilles

1912 ergab sich für Starrett die Gelegenheit zu einem Interview mit Sir Arthur Conan Doyle, mit dem er über dessen wichtigsten Protagonisten Sherlock Holmes reden wollte. Seit dieser Zeit war Starrett ein uneingeschränkter Bewunderer von Doyle und Holmes. 1920 veröffentlichte er seine erfolgreiche Sherlock-Holmes-Pastiche The Unique Hamlet: A Hitherto Unchronicled Adventure of Mr. Sherlock Holmes. Sein bekanntestes Werk wurde die imaginäre Biografie Holmes The Private Life of Sherlock Holmes, die 1933 erschien.
Im Dezember 1934 gründete Christopher Morely gemeinsam mit Vincent Starrett und weiteren Anhängern von Doyle und Holmes die bis heute bekannten Baker Street Irregulars (BSI), die sich mit Dutzenden ihrer Vereinigungen, so genannten Sherlockian Scion Societies, ausbreiteten. Die dritte Niederlassung der BSI gründete Starrett 1943 in Chicago gemeinsam mit Charles Collins von der Chicago Tribune, dem Leiter der Newberry Library in Chicago Stanley Pargellis und Horace Bridges. Sie nannten ihre Vereinigung nach Doyles drittem Roman The Hound of the Baskervilles (dt. Der Hund der Baskervilles).
Vincent Starrett starb 1974 mittellos. Erst zu seinem 100. Geburtstag, am 26. Oktober 1986, spendeten Freunde einen Gedenkstein für sein Grab auf dem Graceland-Friedhof in Chicago. Deutsche Übersetzungen seiner Werke liegen nicht vor.

## Auszeichnungen/ Ehrungen
- 1958 Grand Master Award, die höchste Auszeichnung der Mystery Writers of America (MWA) für besondere Leistungen im Krimi-Genre und gleich bleibend hohe Qualität seiner Werke

David Lehman, Autor und Lehrer an der New Yorker Universität The New School, Begründer und Hauptherausgeber der Anthologie-Serie The Best American Poetry, erstellte eine in verschiedene Kategorien und 159 Titel umfassende Liste der wichtigsten, die Entwicklung der Kriminalliteratur beeinflussenden Werke zusammen. Vincent Starrett findet sich dort mit seiner imaginären Biografie The Private Life of Sherlock Holmes in der Kategorie Resource Books.
In Ellery Queens „Queen's Quorum“ der 106 bedeutendsten Sammlungen von Kurzgeschichten des Krimi-Genres verewigt sich Starrett für das Jahr 1920 mit seiner Geschichte The Unique Hamlet: A Hitherto Unchronicled Adventure of Mr. Sherlock Holmes.
Der bekannte Rezensent, Englisch-Professor und zweimalige Gewinner des Edgar Allan Poe Awards – Kategorie Beste Literaturkritik der Mystery Writers of America (MWA) James Sandoe, veröffentlichte in seiner „Honor Roll of Crime Fiction“ 217 der bedeutendsten Werke des Krimi-Genres zwischen 1841 und 1945. Starret findet sich dort gleich dreifach: 1928 als Herausgeber für die Anthologie Fourteen Great Detective Stories, in 1936 für seinen Roman Midnight and Percy Jones und ebenso als Herausgeber für die Anthologie World's Great Spy Stories in 1944.

## Werke

### Romane
- 1928 Seaports in the Moon
- 1929 Murder on „B“ Deck
- 1931 Dead Man Inside
- 1932 The End of Mr. Garment
- 1934 Recipe for Murder
- 1935 The Great Hotel Murder
- 1936 Midnight and Percy Jones
- 1937 The Laughing Buddha[8]

### Novellen/ Kurzgeschichten/ Essays/ Anthologien
- 1918 Estrays
- 1919 The Escape of Alice: A Christmas Fantasy
- 1920 The Unique Hamlet: A Hitherto Unchronicled Adventure of Mr. Sherlock Holmes
- 1920 Footsteps of Fear. In: Black Mask, April 1920
- 1922 Ebony Flame
- 1923 Buried Caesars. Essays in Literary Appreciation
- 1924 Coffins For Two
- 1927 The Other Woman. In: Real Detective Tales & Mystery Stories, April/Mai 1927
- 1927 The Eleventh Juror. In: Real Detective Tales & Mystery Stories, August 1927
- 1928 Fourteen Great Detective Stories
- 1930 The Blue Door: Murder, Mystery, Detection
- 1930 All about Mother Goose
- 1932 Enter Mr. Sherlock Holmes. In: The Atlantic monthly, Juli 1932
- 1935 Snow for Christmas
- 1935 The Great Hotel Murder
- 1938 Persons from Porlock and Other Interruptions
- 1943 Murder at the Opera. In: Ellery Queen (Hrsg.): The Female of the Species; the Great Women Detectives and Criminals
- 1943 Autolycus in Limbo
- 1944 The Adventures of the Acephalous Agronomist
- 1944 The Casebook of Jimmie Lavender
- 1944 The Dog That Spoke French
- 1945 World's Great Spy Stories
- 1947 Books and Bipeds
- 1949 Eighteen Steps. In: Horror and Honicide. Checkerbooks 5, 1949
- 1965 The Tattooed Man. In: Vincent Starrett (Hrsg.): The Quick and the Dad

### Biografien/ Bibliografien
- 1917 The Mystery of Sam Houston
- 1918 Arthur Machen: A Novelist of Ecstasy and Sin
- 1919 In Praise of Stevenson
- 1920 Ambrose Bierce
- 1921 The Mystery Stories of J.S. Fletcher
- 1923 Stephen Crane
- 1924 The Inn of Aberhuern: A Stevensonian Research
- 1927 One Who Knew Poe
- 1928 The Great God Mencken
- 1933 The Private Life of Sherlock Holmes[9]

### Sonstige
- 1940 221B: Studies in Sherlock Holmes
- 1940 Books Alive[10]
- 1942 Bookman's Holiday
- 195? The Great All-Star Animal League Ball Game[11]

## Film
- 1927 Wanted: A Coward, Regie: Roy Clements; Drehbuch und Geschichte: Vincent Starrett[12]
- 1935 The Great Hotel Murder, nach dem Roman Recipe for Murder. Regie: Eugene Forde (dt. Mord im Grand Hotel)[13]